# مالا کرسنا
مالا کرسنا (به صربی: Mala Krsna) یک منطقهٔ مسکونی در صربستان است که در اسمدرفو واقع شده‌است. مالا کرسنا ۱۲٫۸۰ کیلومتر مربع مساحت و ۱٬۵۵۲ نفر جمعیت دارد و ۷۳ متر بالاتر از سطح دریا واقع شده‌است.